# Боровой (Кировская область)
Боровой — посёлок сельского типа в Верхнекамском районе Кировской области России. Входит в состав Лесного городского поселения. Посёлок находится в стадии закрытия.

## География
Посёлок находится на северо-востоке Кировской области, в северо-западной части Верхнекамского района, недалеко от административной границы с Республикой Коми. Абсолютная высота — 188 метров над уровнем моря.
Расстояние до районного центра (города Кирс) — 74 км.

## Население
По данным всероссийской переписи 2010 года, численность населения посёлка составляла 137 человек (мужчины — 106, женщины — 31).

## Инфраструктура
В Боровом расположена колония-поселение (К 231/2-56). Медицинское обслуживание населения осуществляется ведомственной больницей (УФСИН РФ), находящейся в пгт Лесной.
Улицы посёлка: Гагарина, Железнодорожная, Заречная, Зеленая, Кирова, Лесная, Набережная, Нагорная, Привокзальная, Садовая, Советская, Спортивная, Старцева, Терешковой, Титова, Центральная, Школьная.